# Stella Maris (film 1925)
Stella Maris è un film muto del 1925 diretto da Charles Brabin (con il nome Charles J. Brabin). Adattatamento del romanzo di William J. Locke (pubblicato a New York nel 1913), fu la seconda versione per il cinema dopo la Stella Maris del 1918 che aveva avuto come protagonista Mary Pickford. Brabin firmò anche la sceneggiatura del film del 1925 insieme a Mary Alice Scully. Gli interpreti principali erano Mary Philbin ed Elliott Dexter. Dopo questo film, l'attore diede l'addio alle scene.

## Trama
Figlia zoppa di una coppia di aristocratici, Stella Maris è molto amata dai genitori che la fanno crescere in un castello circondato da un bellissimo giardino. Stella è accudita e curata da Walter Herold e da John Risca. Quest'ultimo, sposato a Louise, una donna perfida e crudele, si prende cura di un'orfana, Unity Blake, schiavizzata da sua moglie che è stata condannata a tre anni di carcere per aver torturato e infierito sulla giovane. Visitata da un medico famoso, Stella viene guarita. John le dichiara il suo amore ma Louise, dopo essere stata rilasciata, si confronta con Stella, dicendole che John non è libero di amarla. Unity, allora, che si è innamorata di John, si sacrifica per lui, uccidendone la moglie e suicidandosi. John però si accorge che Stella, in realtà, ama Walter e si tira indietro, benedicendo l'unione dei due giovani.

## Produzione
Il film fu prodotto dall'Universal Pictures.

## Distribuzione
Il copyright del film, richiesto dalla Universal, fu registrato il 28 dicembre 1925 con il numero LP22220.
Distribuito negli Stati Uniti dall'Universal Pictures, il film uscì nelle sale cinematografiche il 13 dicembre 1925.
Copia completa della pellicola si trova conservata negli archivi della UCLA Film And Television Archive di Los Angeles.